# Stackelitz
Stackelitz is een plaats en voormalige gemeente in de Duitse deelstaat Saksen-Anhalt, en maakt deel uit van de Landkreis Wittenberg.
Stackelitz telt 203 inwoners.